# پادشاهی‌خواهی در ایران

نشان شخصی شاه ایران پیش از انقلاب ۱۳۷۵، شیر و خورشید پرچم ایران با نشان رسمی حکومت پهلوی. فیروزه‌ای رنگ پادشاهی‌خواهان ایران است.

پادشاهی‌خواهی ایرانی یا سلطنت‌طلبی ایرانی پشتیبانی از بازیابی پادشاهی مشروطه در ایران است که در پی انقلاب ۱۳۵۷ منسوخ شد.

## تاریخچه
ایران در ادوار مختلف تاریخی‌اش از زمان مادها در قرن هفتم پیش از میلاد تا سال ۱۹۷۹ میلادی، یک حکومت پادشاهی (یا متشکل از چندین پادشاهی کوچک‌تر) بوده است. ایران نخستین‌بار در سال ۱۹۰۶ میلادی و در دوران حکومت دودمان قاجار به یک پادشاهی مشروطه تبدیل شد، اما در سال‌های ۱۹۲۵ تا ۱۹۴۱، در دوران حکومت رضاشاه، دوره‌ای از اقتدارگرایی به نفع مدرن‌سازی را تجربه کرد. رضاشاه پس از کودتای ۳ اسفند ۱۲۹۹ که منجر به تأسیس سلسله پهلوی شد، حکومتی مطلقه را ساماندهی و احزاب کمونیست و اتحادیه‌های کارگری ممنوع اعلام شدند. پس از کناره‌گیری رضاشاه در سال ۱۹۴۱ در پی اشغال ایران توسط متفقین، مجلس شورای ملی ایران دوباره قدرت گرفت. در سال‌های ۱۹۴۱ تا ۱۹۵۳، ایران به عنوان یک پادشاهی مشروطه و دموکراسی پارلمانی باقی ماند، هرچند محمدرضا شاه پهلوی همچنان از اختیارات قانونی اجرایی گسترده‌ای برخوردار بود اما پس از برکناری محمد مصدق در جریان کودتای ۲۸ مرداد ۱۳۳۲، ایران عملاً در مسیر تبدیل دوباره به یک پادشاهی مطلقه قرار گرفت.
تحت فشارهای فزاینده بین‌المللی، به‌ویژه از سوی رئیس‌جمهور ایالات متحده، جیمی کارتر، شاه در اواخر دهه ۱۹۷۰ اصلاحات دموکراتیک گسترده‌ای را آغاز کرد که هدف از آن احیای تدریجی پادشاهی مشروطه بود. با این حال، انقلاب به رهبری روح‌الله خمینی در سال‌های ۱۹۷۸ و ۱۹۷۹ به اوج رسید و شاه که به سرطان لاعلاج مبتلا شده بود و این موضوع را مخفی نگه داشته بود، همراه با خانواده‌اش برای درمان کشور را ترک کردند. ظرف چند هفته، حکومت شاه عملاً فرو پاشید و دولت موقت انقلابی جدید به‌طور رسمی پادشاهی را لغو کرد و ایران را جمهوری اعلام کرد.
در دهه‌های ۱۹۹۰ و ۲۰۰۰، اعتبار و محبوبیت شاه تا حدی احیا شده است، به‌گونه‌ای که بسیاری از ایرانیان از دوران او به‌عنوان زمانی یاد می‌کنند که ایران مرفه‌تر بود و حکومتی کمتر سرکوب‌گر داشت. روزنامه‌نگار و پژوهشگر مدرسه مطالعات پیشرفته بین‌المللی پال ایچ. نیتس، افشین مولوی، می‌نویسد حتی برخی از اقشار فقیر و کم‌سواد — که به‌طور سنتی از حامیان اصلی انقلابی بودند که شاه را سرنگون کرد — جملاتی مانند «خدا رحمتش کند، زمان شاه اوضاع اقتصادی بهتر بود» بر زبان می‌آورند؛ و می‌نویسد که «کتاب‌هایی درباره شاه سابق (حتی نسخه‌های سانسورشده) به‌سرعت فروش می‌روند»، در حالی که «کتاب‌های مربوط موضوعات مذهبی بی‌مشتری مانده‌اند.»

## حزب‌های پادشاهی‌خواه
فعالیت حزب‌ها و سازمان‌های پادشاهی‌خواه کاملاً در جمهوری اسلامی ایران ممنوع است و پادشاهی‌خواهان و هواداران آن‌ها در صورت کشف به زندان محکوم می‌شوند. با این حال، پادشاهی‌خواهان همچنان در لس آنجلس فعال هستند و با سازمان‌ها و احزاب خود در اروپا مانند آزادگان، حزب مشروطه و رستاخیز ارتباط برقرار می‌کنند.
گروه‌های پادشاهی‌خواه مانند آزادگان و مشروطه تنها به احیای پادشاهی مشروطه می‌پردازند، بدون آنکه لزوماً از خاندان پهلوی، قاجار یا هر خاندان سلطنتی دیگر حمایت کنند. رستاخیز و انجمن پادشاهی ایران به‌طور خاص خواستار بازگشت خاندان پهلوی به سلطنت هستند.
ولیعهد پادشاهی مشروطه ایران، رضا پهلوی، اعلام کرده لزوماً خواهان احیای پادشاهی پهلوی نیست و بیان کرده که بهتر است خود ایرانی‌ها در یک همه‌پرسی ملی تصمیم بگیرند که آهار خواستار سلطنت مشروطه دوباره خاندان پهلوی هستند یا خیر.